# Ben Toolis
Pour les articles homonymes, voir Toolis.

a Compétitions nationales et continentales officielles uniquement.

b Matchs officiels uniquement.
Dernière mise à jour le 18 juillet 2023.
Ben Toolis, né le 31 mars 1992 à Brisbane en Australie, est un joueur international écossais d'origine australienne de rugby à XV. Il joue au poste de deuxième ligne.

## Biographie
Il joue deuxième ligne dans l'équipe d'Édimbourg Rugby depuis 2013. En octobre 2014, il est prêté au club des London Irish, club qu'il retrouve après avoir déjà évolué en 2013 en coupe anglo-galloise.
Il est admissible à représenter l'Écosse car sa mère, Linda, est originaire du Lanarkshire.
Vern Cotter, le sélectionneur écossais, le retient pour faire partie du groupe écossais lors du Tournoi des Six Nations 2015.
Il a un frère jumeau, Alex Toolis (en).
En décembre 2021, il est annoncé qu'il quitte Édimbourg pour rejoindre le Japon et les Hanazono Kintetsu Liners à partir de la saison 2022-2023 du championnat du Japon.